# Peyer-plakk
A Peyer-plakkok szórtan elhelyezkedő limfoid szövetcsoportok a vékonybélben. Emberben a vékonybél alsó szakasza felé egyre több található belőlük, a legtöbb az ileumban van. 

## Elhelyezkedés, megjelenés
A Peyer-plakkok a vékonybél epitéliumának hosszúkás megvastagodásaiként figyelhetők meg. Néhány centiméter hosszúak, és emberi bélben mintegy 30 található belőlük. Mikroszkóppal ovális vagy kerekded limfoid follikuluszokként láthatjuk őket. Megjelenésük a nyirokcsomókéhoz hasonló. A nyálkahártya (mucosa) lamina propria rétegében helyezkednek el, a submucosa rétegbe is kiterjednek. 
Kifejlett egyedekben a germinális centrumokat főként B-limfociták töltik ki. A T-limfociták a follikuluszok közötti zónában találhatók. 

## Funkció
Az emésztőrendszer lumene a külvilágból érkező veszélyeknek erősen ki van téve, számos potenciálisan patogén mikroorganizmus fordul itt elő. A Peyer-plakkok látják el ennek az érzékeny területnek az "immunológiai felügyeletét", és felelnek a mucosaban kialakuló immunválaszért. 
A vékonybélbe bekerülő különböző antigének (pl. a patogén mikroorganizmusokéi) a Peyer-plakkokban található makrofágokkal, dendritikus sejtekkel, B-sejtekkel és T-sejtekkel találkoznak (illetve a Peyer-plakkok mellett a GALT egyéb alkotóiban is)
A Peyer-plakkot borító epitéliumot specializálódott M-sejtek (microfold cell) alkotják. Az M-sejtek veszik fel az antigént a vékonybél lumenéből, és szállítják az antigén-prezentáló sejtekhez. Az antigén-prezentáló sejtek (B- és T-sejtek) a Peyer-plakk bazolaterális felszínének zsebszerű betűrődésében foglalnak helyet, itt találkoznak az M-sejtekkel. (Makrofágokat is találhatunk ezekben a "zsebekben".) A felvett antigén hatására a Peyer-plakk follikuluszaiban levő B-sejtek IgA-termelő plazmasejtekké alakulnak. Az IgA molekulákat az epitélsejtek transz-citózissal a nyálkahártya felszínére juttatják. Emellett az antigénnel való találkozás hatására aktiválódott B-sejtek a mezentérium nyirokcsomóiba vándorolnak, ahol a follikuláris dentritikus sejtek (FDC) felszínén kötött antigénekkel és T-sejtekkel kölcsönhatva átalakulnak nagy affinitású ellenanyagokat termelni képes plazmasejtekké vagy memóriasejtekké. Ezek a sejtek aztán a ductus thoracicuson át belépnek a vérkeringésbe, a vérrel pedig küldetésük végső helyszínére, a bélbe jutnak.